# Малоданилівська селищна рада
Малодани́лівська се́лищна ра́да — адміністративно-територіальна одиниця та орган місцевого самоврядування в Харківському районі Харківської області. Адміністративний центр — селище міського типу Мала Данилівка.

## Загальні відомості
- Малоданилівська селищна рада утворена в 1939 році.
- Територія ради: 25,63 км²
- Населення ради: 7 969 осіб (станом на 2001 рік)
- Територією ради протікають ррічка Лопань, Лозовенька.

## Населені пункти
Селищній раді підпорядковані населені пункти:
- с-ще Мала Данилівка
- с. Зайченки
- с. Караван
- с. Лужок
- с. Чайківка
- с. Лісне
- с.Черкаська Лозова

### Колишні населені пункти
- Інститутське

## Склад ради
Рада складається з 26 депутатів та голови.
- Голова ради: Гололобов Олександр Олександрович
- Секретар ради: Михайловська Дар’я Сергіївна

### Керівний склад попередніх скликань
| Прізвище, ім'я, по батькові | Основні відомості                                                        | Дата обрання | Дата звільнення |
| --------------------------- | ------------------------------------------------------------------------ | ------------ | --------------- |
| Вєліканов Анатолій Петрович | Селищний голова, 1948 року народження, освіта вища, член Партії регіонів | 26.03.2006   | 31.10.2010      |
| Вєліканов Анатолій Петрович | Селищний голова, 1948 року народження, освіта вища, член Партії регіонів | 31.10.2010   |                 |

Примітка: таблиця складена за даними сайту Верховної Ради України

### Депутати
За результатами місцевих виборів 2010 року депутатами ради стали:

#### За суб'єктами висування
| Суб'єкт висування                 | Кількість обраних депутатів | %    |
| --------------------------------- | --------------------------- | ---- |
| Самовисування                     | 16                          | 53,3 |
| Партія регіонів                   | 11                          | 36,7 |
| Комуністична партія України       | 2                           | 6,7  |
| Політична партія «Сильна Україна» | 1                           | 3,3  |

#### За округами
| № округу                          | Прізвище, ім'я, по батькові         | Дата визнання обраним | Освіта  | Партійна приналежність | Відомості про обраного депутата |
| --------------------------------- | ----------------------------------- | --------------------- | ------- | ---------------------- | --- |
| Комуністична партія України       |                                     |                       |         |                        | |
| 3                                 | Дегтярьова Віра Георгіївна          | 02.11.2010            | вища    | позапартійна           | ХДЗВА, викладач |
| 23                                | Тимохіна Наталія Іванівна           | 02.11.2010            | вища    | позапартійна           | Обласна дитяча лікарня, заввіділенням |
| Партія регіонів                   |                                     |                       |         |                        | |
| 4                                 | Гасан Людмила Миколаївна            | 02.11.2010            | вища    | член Партії регіонів   | Харківська державна зооветеринарна академія, помічник ректора |
| 5                                 | Черткова Наталя Вікторівна          | 02.11.2010            | вища    | член Партії регіонів   | пенсіонер |
| 6                                 | Кібенко Володимир Андрійович        | 02.11.2010            | вища    | член Партії регіонів   | ХНЕУ, викладач іноземної мови ХНЕУ |
| 11                                | Дахно Володимир Васильович          | 02.11.2010            | вища    | член Партії регіонів   | ТОВ Тайга, механік |
| 12                                | Корнус Вадим Валерійович            | 02.11.2010            | вища    | член Партії регіонів   | Волчанська ЦРЛ, лікар-хірург |
| 13                                | Щербін Василь Іванович              | 02.11.2010            | вища    | член Партії регіонів   | КП Малоданилівський комуналь-ник, начальник КП Малодани-лівський комуналь-ник |
| 16                                | Власенко Сергій Миколайович         | 02.11.2010            | вища    | член Партії регіонів   | Фахівець Харківської філії ДП агентство ідентифікації та реєстрації тварин, харківська філія ДП агентство ідентифікації та реєстрації тварин                                              |
| 17                                | Кузьменко Олександр Сергійович      | 02.11.2010            | вища    | член Партії регіонів   | Дергачівська РДА, начальник управління праці та соц.захисту населення |
| 22                                | Трофімов Володимир Іванович         | 02.11.2010            | вища    | член Партії регіонів   | тимчасово не працює |
| 24                                | Філоненко Олександр Якович          | 02.11.2010            | вища    | член Партії регіонів   | пенсіонер |
| 26                                | Марінкін Дмитро Михайлович          | 02.11.2010            | вища    | член Партії регіонів   | Заст. начальника міжрайонного відділу охорони навколиш-нього народного середовища північного регіону, державне управління охорони навколиш-нього народного середовища Харківської області |
| Політична партія «Сильна Україна» |                                     |                       |         |                        | |
| 19                                | Головко Олександр Васильович        | 02.11.2010            | середня | позапартійний          | пенсіонер |
| Самовисування                     |                                     |                       |         |                        | |
| 1                                 | Сінєльник Наталія Миколаївна        | 02.11.2010            | вища    | позапартійна           | Дергачівський ліцей № 2, вчитель |
| 2                                 | Білецький Віктор Анастасійо         | 02.11.2010            | вища    | позапартійний          | Дергачівська лісни -цтво, лісник |
| 7                                 | Федяєв Валерій Анатолійович         | 02.11.2010            | вища    | позапартійний          | ХДЗВА, декан |
| 8                                 | Довбня Олена Борисівна              | 02.11.2010            | вища    | член Партії регіонів   | ХДЗВА, старший лаборант |
| 9                                 | Коваленко Борис Петрович            | 15.11.2010            | вища    | позапартійний          | ХДЗВА, завідувач кафедри |
| 10                                | Катасонова Світлана Пилипівна       | 02.11.2010            | вища    | позапартійна           | Малоданилівський ліцей, керівник |
| 14                                | Базирь Лариса Олександрівна         | 02.11.2010            | вища    | позапартійна           | Малоданилівський ліцей, бібліотекар |
| 15                                | Золотарьова Валентина Миколаївна    | 02.11.2010            | вища    | позапартійна           | Малоданилівська селищна рада, секретар |
| 18                                | Шкарупа Олександр Костянтинович     | 02.11.2010            | вища    | позапартійний          | ФО-П Шкарупа О.К |
| 20                                | Плохотніченко Костянтин Миколайович | 02.11.2010            | вища    | позапартійний          | пенсіонер |
| 21                                | Тесля Микола Якович                 | 02.11.2010            | вища    | член Партії регіонів   | НТУ «ХПІ», головний механік |
| 25                                | Івахненко Сергій Іванович           | 02.11.2010            | вища    | позапартійний          | тимчасово не працює |
| 27                                | Полякова Тетяна Геннадівна          | 02.11.2010            | вища    | позапартійна           | ФОП Полякова Тетяна Геннадівна |
| 28                                | Мирошник Людмила Миколаївна         | 02.11.2010            | середня | позапартійна           | пенсіонер |
| 29                                | Матюшенко Іван Іванович             | 02.11.2010            | вища    | позапартійний          | пенсіонер |
| 30                                | Дригваль Світлана Анатоліївна       | 02.11.2010            | вища    | позапартійна           | Малоданилівська селищна рада, заступник селищного голови з питань фінансів та бюджету |